# Guru Ram Das
Guru Ram Das (em panjabi:  ਗੁਰੂ ਰਾਮਦਾਸ, ɡʊru ɾɑm dɑs) (9 de outubro de 1534 — 1 de setembro de 1581) foi o quarto dos dez gurus siques humanos, tendo se tornado guru em 30 de agosto de 1574. Ele foi guru por sete anos.
Ram Das nasceu em Chuna Mandi, Lahore, no atual Punjabe paquistanês em 24 de setembro de 1534. Seu pai era  Hari Das e sua mãe, Anup Devi (Daya Kaur). Casou-se com Bibi Bhani, a filha mais nova do Guru Amar Das. Do casamento de Ram Das com Bibi Bhani - que foi reportadamente feliz - nasceram três filhos: Prithi Chand, Mahadev e aquele que viria a ser o Guru Arjan. Seu sogro, Guru Amar Das, foi o terceiro guru.  

## Contribuições
Na condição de Guru, uma de suas contribuições principais à religião sique foi a organização da estrutura da sociedade sique. Além disso, ele foi o autor do Laava, os quatro hinos dos ritos siques de casamento, além de ter planejado e criado a vila de Ramdaspur, que posteriormente tornou-se a cidade sagrada sique de Amritsar. O Guru Ram Das fundou a cidade em 1574 na terra adquirida por ele por 700 rúpias dos proprietários da vila de Tung. Antes, o Guru Ram Das havia começado a construção do Santokhsar Sarovar, próximo à vila de Sultanwind em 1564 - ou 1570. Sua construção não se completou antes de 1588. Em 1574, o guru construiu sua residência e mudou-se para a nova casa. Naquela época a construção era conhecida como Guru Da Chakk: mais tarde, viria a ser conhecida como Chakk Ram Das. Em Amritsar, ele projetou o gurdwara (templo sique) Harmandir Sahib, cuja tradução é "A morada de Deus", também conhecida como Darbaar Sahib.
Há 688 hinos compostos pelo Guru Ram Das, com vários ensinamentos aos siques - presentes agora no Guru Granth Sahib - um dos quais pode ser encontrado na página 305:
| “ | Quem se denomina sique do Verdadeiro Guru deve levantar-se bem cedo de manhã e meditar sobre o Nome de Deus. Deve fazer um esforço regular para limpar-se, banhar-se e mergulhar na piscina ambrosial pool. Após as instruções do Guru, cantar o Har - cantar o Har o qual afasta todos os delitos, pecados e dores. | ” |

 — Bani do Guru Ram Das
O Bani de Ram Das também fazer parte do Sodar Sahib e do Kirtan Sohila, obras com as orações diárias dos siques.

## Anand Karaj: a cerimônia de casamento sique
O casamento sique padrão, através da cerimônia conhecida como Anand Karaj centra-se em um hino de quatro estrofes composto pelo  Guru Ram Das para ser o foco da celebração. Durante a cerimônia de casamento o casal circunda o Guru Granth Sahib durante a leitura de cada estrofe do Laavan. A primeira parte é o consentimento divino para o começou da vida conjugal através do casamento; a segunda, por sua vez, declara que a união do casal foi acarretada pela ação de Deus; na terceira, o casal é descrito como o mais afortunado, como se tivesse cantado as louvações para o Senhor na companhia dos santos; na quarta, descreve-se o sentimento do casal, que obteve o desejo de seus corações e agora é felicitado.

## Laavan
O Guru Ram Das compôs um bani chamado Laavan sobre o significado do casamento para um casal sique. Com efeito, o guru define o casamento sique como uma união espiritual da seguinte forma: "Não lhes é dito para serem marido e mulher que meramente sentam juntos. Ao contrário - eles são chamados de marido e mulher que têm uma só alma em dois corpos."

## Morte
Guru Ram Das faleceu em 1 de setembro de 1581, na cidade de Amritsar, no atual estado indiano do Punjabe.